# Arundhati Roy
Arundhati Roy (født 24. november 1961) er en indisk forfatter og politisk aktivist. Hun har skrevet romanen De små tings gud, for hvilken hun vandt Bookerprisen i 1997.
Foruden sin litterære virksomhed – eller måske i logisk forlængelse heraf – har Roy været aktiv deltager i den globaliseringskritiske bevægelse, bl.a. som taler ved World Social Forum og med bogen Menigmands guide til imperiet (2005).

## Aktivisme
De små tings gud er Arundhati Roys første roman. Siden har hun helliget sig arbejdet med non-fiktion og politik, og udgivet yderligere to samlinger af essays, samt engageret sig aktivt sociale spørgsmål. Hun er en af frontfigurerne i anti-globaliseringsbevægelsen og en heftig kritiker af neo-imperialismen og USA's udenrigspolitik. Hun kritiserer også Indiens atomvåbenspolitik og tilgang til industrialisering. Dette inkluderer også bygningen af kæmpedæmningen Narmada Dam og Enrons aktiviteter i Indien. Som svar på Indiens atomprøvespræninger i Pokhran og Rajasthan skrev Roy The End of Imagination (1998), som en kritik af den indiske regerings atomvåbenspolitik. 
I maj 2003 holdt hun en tale, der havde titlen Instant-Mix Imperial Democracy ved Riverside Church i New York. I den beskrev hun USA som et globalt imperium, der reserverer sig retten til at bombe enhver modstander, og som legitimerer det ved at henvise direkte til Gud. 
I august 2006 underskrev Roy et åbent brev af Professor Steve Trevillion, der stemplede Israels angreb på Libanon som en krigsforbrydelse, og anklagede Israel for statsterrorisme. 